# 竜殺しの過ごす日々
『竜殺しの過ごす日々』（りゅうごろしのすごすひび）は、赤雪トナによる日本のライトノベル。イラストは碧風羽が担当。
小説掲載サイト『小説家になろう』にて2010年1月2日から2012年11月23日まで掲載されたオンライン小説で、長きにわたってランキング上位に君臨していた。ヒーロー文庫（主婦の友社）にて2012年9月から2014年1月まで書籍版が刊行された。2014年10月時点でシリーズ累計発行部数は65万部を記録している。

## あらすじ
主人公である渡瀬幸助は、突然異世界へ召喚され、偶然に竜を倒してしまう。これをきっかに事件に巻き込まれていく。

## 登場人物
渡瀬幸助
日本から突然異世界に落下してしまった高校生。異世界に来た瞬間、全くの偶然から当時最強と恐れられた黒竜を撃破し、史上3人目の「竜殺し」となる。しかし、無用な騒動を避けるため、「竜殺し」の事実は隠している。また、黒竜から力を吸収したため人類として最高クラスのステータス（平均B‐）を誇る。また、魔法に関しても高い適性を示し、飛行や転移など、一般人では困難な魔法も行使できる。さらに、ギフト兼称号の「竜殺し2」ですべてのステータスや行動（学習、記憶など）に補正がかかるため、学習能力や記憶能力も非常に高い。そのため、周囲からすると「天才」、本人曰く「反則」的な人物。
地球の知識を生かしてオセロを広めたりもした。
最終巻では子供が出てくるが、誰との子供なのかは不明。
ホルン・コスベル・ストラーチ
齢19にして大陸最高峰と謳われる治癒術の使い手だが、その才ゆえに黒竜の生贄に指名された美少女。生贄として喰われる当日、幸助が黒竜を倒したため生きながらえ、重傷を負った幸助を治療した。
後に別国の王子と結ばれる。
エリシール
大陸にその名を轟かす魔法使い。幸助が居候した家の主。親しいものにはエリスと呼ばれる。幸助に異世界の常識や、魔法をホルンとともに教えた。昔は冒険者で、「一夜千殺」なる物騒な異名も持っている謎の多い美女。見た目は20代だが、実年齢は70ぐらい。
ボルドス
エリシールの息子でベリッセンでは有名な冒険者。エリシールが拾ってきたため血の繋がりはないものの、仲は良好。親であるエリシールを「姉さん」と呼んでいる。幸助に剣の握り方、振り方などの戦いの基礎を教えた。
ウィアーレ
ベリッセンの冒険者ギルドで働く女性。ドジで、ギルド職員どころか冒険者にまで認知されるほど失敗が多い模様。ギフト「称号操作」で幸助が竜殺しであることを知る。

## 魔物
ラッツモンキー
容姿は猿。動物の猿よりも凶暴で力は強いが、魔物としてのランクは低い。通常、群れで行動している。全身が明るい茶の毛で包まれており、頭頂部と尾の毛の先だけが黒い。鋭い牙と爪を持ち、猿よりも少し大きい。幸助が初めて戦った魔物である。
ヴァイオレントバルブ
地中の浅いところに住む魔物で、本体である球根は滅多に動かず、かわりに硬く敏捷で鋭い牙を持つ口のある根が獲物を捕らえる。

## 用語
魔法
ここでは、世界に望みを告げてかなえてもらう技術、と定義される。
魔法はまず、世界への問いかけ、動作、陣を描く、またはそれらを含めた長時間の儀式と言った手段を踏み、魔力を捧げ、世界に伺いを立て、その手順が正しく、魔力が十分だと判断されると、世界は起こしたい現象を認め、魔法が発動する。魔力の多さは効果の強弱ではなく、使える魔法の種類と回数に関連する。
魔法には、形式魔法と無形式魔法の2種類がある。
形式魔法
一般に使われる魔法。魔法のゆがみを少しでも正常なものと世界にだまし認めさせ、魔法発動を容易にしたもの。世界への問いかけ、動作、陣を描くといった手段で手軽に使える。しかし、手軽な分、大きな効果は期待できない。
無形式魔法
効果の大きな魔法に使われる。手段は儀式のみ。無形式魔法で起きる効果は大きなゆがみだと堪えられ、形式魔法のように世界をだますことはできない。

ギフト
個人が持つ特殊な能力。神様からの贈り物という説から名づけられた。ギフトには、「先天的ギフト」と「後天的ギフト」があり、「先天的ギフト」は生まれつきもっているもので、「後天的ギフト」はなんらかの理由があって特殊な能力を手に入れた場合。数字は1から3まであり、効果の大きさと多様性を表す。
治癒3（ホルン）
魔法融合2（エリス）
称号操作2（ウィアーレ）

称号
神から与えられたり、人々の認識で持つに至ったり、行動の結果で得られるもの。ステータスやギフトや行動に影響を与えることがある。1人で複数の称号を持つことは可能だが、基本的に持っている称号1つしか効果を発揮することはできない。意識すれば脳内に持っている称号が浮かび、その中から好きなものを選ぶことができる。変更は1日1回。
竜殺し2（渡瀬幸助）
全ての行動に補正
優れたる魔女
魔力の1段階アップ+魔法効果の若干の上昇
レーリルのお気に入り
医療関係の行動に補正
バーサーカー
凶暴化を強化+筋力と頑丈が1段階アップ
生存者
体力が1段階アップ+治癒力アップ

吸収
魔物や獣を殺したとき、それらの強さを吸い自分のものとすること。RPGでいうところの経験値のようなもの。幸助は竜を殺したことで力を吸収し、超人的な力を手に入れた。
ステータス
その生物の強さを表したもの。E‐～A+までの15段階で表示される。人間基準で、Eで標準、Dで優秀、Cで一流、Bで畏怖され、Aで崇められるといった具合のもの。あくまで目安で、同ランク＝実力が同じなわけではない。筋力、頑丈、器用、知力、精神のステータスに加え、筋力と頑丈の平均値の体力、知力と精神の平均の魔力、筋力と器用の平均の素早さがあり、計測器で測ることが可能。一般成人男性で筋力E+、頑丈E+、器用E、知力E、精神Eとなっている。

## 既刊一覧
- 赤雪トナ（著）・碧風羽（イラスト） 『竜殺しの過ごす日々』 主婦の友社〈ヒーロー文庫〉、全11巻
  1. 2012年10月31日第1刷発行（9月28日発売[5]）、ISBN 978-4-07-283096-3
  2. 2012年11月30日第1刷発行（10月31日発売[6]）、ISBN 978-4-07-283104-5
  3. 2012年12月31日第1刷発行（11月30日発売[7]）、ISBN 978-4-07-287160-7
  4. 2013年2月28日第1刷発行（1月30日発売[8]）、ISBN 978-4-07-287728-9
  5. 2013年3月31日第1刷発行（2月27日発売[9]）、ISBN 978-4-07-287734-0
  6. 2013年5月31日第1刷発行（4月30日発売[10]）、ISBN 978-4-07-289779-9
  7. 2013年7月31日第1刷発行（6月28日発売[11]）、ISBN 978-4-07-290989-8
  8. 2013年8月31日第1刷発行（7月31日発売[12]）、ISBN 978-4-07-291658-2
  9. 2013年9月30日第1刷発行（8月31日発売[13]）、ISBN 978-4-07-292209-5
  10. 2013年11月30日第1刷発行（10月30日発売[14]）、ISBN 978-4-07-293491-3
  11. 2014年2月28日第1刷発行（1月31日発売[15]）、ISBN 978-4-07-294705-0